# Souhvězdí Pastýře
Pastýř (latinsky Bootes) je souhvězdí na severní obloze. Sousedí se souhvězdími Honicích psů, Vlasů Bereniky, Severní koruny, Draka, Herkula, Hada, Panny a Velké medvědice. Patří jak mezi 48 souhvězdí, která zavedl Ptolemaios, tak mezi 88 souhvězdí moderní astronomie. V pořadí velikosti je na třináctém místě a na obloze se dá najít poměrně snadno, díky hlavní hvězdě Arcturus, která je (nepočítáme-li Slunce) čtvrtou nejjasnější hvězdou oblohy. Nejsevernější části tohoto souhvězdí jsou v Česku cirkumpolární. Nejlepší pozorovací podmínky nastávají v červnu, kdy je souhvězdí nejvýše na obloze.

## Původ jména
Pastýř (také někdy Honák) je, spolu s Honicími psy, všeobecně vykládán jako strážce Velké medvědice a Malého medvěda. Podle jedné z legend, které se vztahují k tomuto souhvězdí, vynalezl jeden řecký pastýř pluh. Toto velmi potěšilo bohyni Démétér, která poprosila Dia, aby jej přenesl na oblohu.
Jiná verze zobrazuje Pastýře jako pěstitele hroznového vína, jménem Ikarius. Ten jednoho dne dovolil bohovi Dionýsovi, aby si mohl projít jeho vinohrad. Za odměnu získal Ikarius tajemství výroby vína. Ikarius byl tímto alkoholickým nápojem natolik ohromený, že pozval své přátele, aby ho ochutnali. Jenže lidé ještě nikdy předtím víno nepili a druhý den se všichni probudili s příšerným stavem opilosti. V domněnce, že je Ikarius chtěl otrávit, jej zavraždili.
Podle jiného výkladu je za Pastýře považován Arkas, syn boha Dia a arkadské princezny Kallistó. Vychovával ho jeho děd, král Arkadie Lykáón. Jednoho dne přišel k Lykáónovi na večeři Zeus. Aby si král ověřil, že jde skutečně o pána bohů, zabil svého vnuka a z jeho masa připravil jídlo. Zeus to ovšem poznal a velmi se rozzlobil. Přeměnil Lykáóna ve vlka a svému synovi vrátil život. Mezitím se však Diova manželka Héra dozvěděla o nevěře manžela a proměnila Kallistó v medvědici. Po několika letech, když byl Arkas dospělý, si vyšel s přáteli na lov. Při něm narazil na medvědici, ale nepoznal, že je to jeho matka. Začal ji pronásledovat a Kallistó, aby si zachránila život, se před ním ukryla do chrámu v posvátném městě. Arkas tam vešel za ní. Nevěděl však, že ti, kdo znesvětí toto místo, budou zabiti. Aby je Zeus zachránil, přenesl oba na oblohu – Arkase jako Pastýře a Kallistó jako Velkou medvědici.

## Hvězdy
Nejjasnější hvězdou v tomto souhvězdí, a také pátou nejjasnější hvězdou (jasnější jsou Slunce, Sírius, Canopus a Alfa Centauri) na obloze a nejjasnější hvězdou severní oblohy, je alfa Bootis, která nese název Arcturus (-0,05 mag). Název této hvězdy pochází ze starořeckého Αρκτούρος (Arktouros), což znamená strážce medvědice. Arcturus je červený obr, který je 26krát větší a 114krát zářivější než Slunce. Je vzdálený 37 světelných roků od Slunce. Arcturus tvoří spolu s hvězdami Regulus (někdy místo něj Denebola) a Spica Jarní trojúhelník. Beta Bootis (Nekkar) má jasnost 3,5 mag. Je to žlutý obr vzdálený 219 světelných let. Gama Bootis (Seginus) má jasnost 3,0 mag. Je to modrobílý obr vzdálený 85 světelných let. Delta Bootis je bílý obr vzdálený 117 ly. Má jasnost 3,5 mag. Epsilon Boöti je snadno rozlišitelná dvojhvězda. Hlavní složka nese jméno Izar, což z arabského překladu znamená pás. Jiný název pro Izar je Pulcherrima (latinsky: nejkrásnější). Hlavní hvězda je oranžový obr s jasností 2,5 mag. Druhá hvězda, která má jasnost 4,9 mag, je modrá hvězda hlavní posloupnosti.

## Objekty vzdáleného vesmíru
Jedním z mála objektů v Pastýři, které jsou ještě viditelné v malém dalekohledu, je kulová hvězdokupa NGC 5466, která je od sluneční soustavy vzdálená 52 tisíc světelných let a má jasnost 9,1 mag. V jihozápadním cípu souhvězdí u hranice se souhvězdím Panny leží spirální galaxie NGC 5248 vzdálená 50 milionů světelných let, která má 10. magnitudu a je tedy pozorovatelná středními dalekohledy. V severní části souhvězdí se necelé 3 stupně jihovýchodně od hvězdy θ Bootis nachází dvě spirální galaxie NGC 5676 a NGC 5660 s magnitudami 11 a 11,8. Poblíž hvězdy Izar (míněno na obloze) se nachází spirální galaxie NGC 5653, která je vzdálená 161 milionů světelných roků a má jasnost 12,2 mag. K pozorování tohoto objektu je však zapotřebí větších teleskopů. Silným zdrojem rentgenového, infračerveného a rádiového záření je superobří galaxie 3C 295. Je od nás vzdálená 5 miliard ly a v její jádře se nachází obří černá díra.